# Krzysztof Iwaneczko
Krzysztof Iwaneczko (ur. 14 czerwca 1995 w Przemyślu) – polski artysta, muzyk, piosenkarz, pianista, kompozytor i autor tekstów. Absolwent i wykładowca wokalistyki jazzowej na Akademii Muzycznej w Bydgoszczy, doktor sztuki. Zwycięzca szóstej edycji programu The Voice of Poland (2015).

## Życiorys
Dzieciństwo spędził w Przemyślu, gdzie ukończył Szkołę Muzyczną im Artura Malawskiego w klasie fortepianu. Jest absolwentem Akademii Muzycznej im. Feliksa Nowowiejskiego w Bydgoszczy w klasie wokalistyki jazzowej dr hab. Joanny Żółkoś-Zagdańskiej, w grudniu 2021 obronił doktorat na tej uczelni.
W 2011 zdobył Grand Prix Festiwalu „Wygraj Sukces”, a w 2012 – Grand Prix Festiwalu School & Jazz. Niedługo po tym rozpoczął współpracę z kompozytorem Bartoszem Chajdeckim w projekcie koncertowym „Czas Honoru”.
W 2015 zwyciężył w finale szóstej edycji programu TVP2 The Voice of Poland. Po udziale w konkursie rozpoczął działalność koncertową, prezentując autorski program. Realizował także gościnnie projekty artystów, takich jak Adam Sztaba, Piotr Rubik, Bartosz Chajdecki czy Piotr Nazaruk. 30 lipca 2016 wystąpił przed liczącą 1,6 mln osób publicznością podczas koncertu muzyki chrześcijańskiej Wierzę w Boże Miłosierdzie w Brzegach, który odbył się podczas Światowych Dni Młodzieży 2016. Koncert został zarejestrowany i wydany na płycie.
W listopadzie 2018 zaprezentował autorski projekt koncertowy pt. „Tryptyk Niepodległa”, do którego zaprosił artystów, takich jak Kayah czy Sławek Uniatowski. 18 stycznia 2019 wydał debiutancki album studyjny pt. Jestem. W następnym roku wydał album pt. Origami, który nagrał wspólnie z Krzysztofem Herdzinem. W 2021 wystąpił w widowisku telewizyjnym pt. Zakochany Mickiewicz w reżyserii Marcina Kołaczkowskiego. W kwietniu 2023 wydał singiel „Nowy”, który zapowiedział swój kolejny album. W czerwcu wystąpił z utworem „Miłość” w koncercie konkursowym „Premiery” w ramach 60. KFPP w Opolu. W 2024 wydał album pt. Millenium.

### Życie prywatne
Od 2020 żonaty z Pauliną.

## Dyskografia

### Albumy
- Jestem (2019)
- Origami (2020)
- Millenium (2024)[10]

### Single
- „Tonę”
- „Pozwól”
- "Nowy"
- "Miłość"[13]
- "Dwadzieścia"[14]
- "Trudno mi, gdy znikasz"[15]
- "Część mnie"[16]